# Pontcharra
Pontcharra ist eine französische Kleinstadt mit 7.373 Einwohnern (Stand 1. Januar 2022) im Département Isère in der Region Auvergne-Rhône-Alpes; sie gehört zum Arrondissement Grenoble und zum Kanton Haut-Grésivaudan.

## Geografie
Pontcharra ist eine Gemeinde in der Naturlandschaft Grésivaudan. Das Ortszentrum liegt 40 Kilometer von Grenoble entfernt und 25 Kilometer von Chambéry. Pontcharra liegt am Fluss Isère sowie seinem Zufluss Bréda, in den auf engem Raum auch noch der Coisetan einmündet. Nachbargemeinden sind Chapareillan, Allevard, Barraux, Laissaud, Le Cheylas, La Buissière, Crêts en Belledonne und Saint-Maximin. Ortsteile von Pontcharra sind außer dem Ortszentrum Villard-Noir, Villard-Didier, Villard-Benoit, Grignon, Les Gayets, Les Epineys, La Perrière, Rochemorte, Malbourget, Le Caraillou, Le Plan und Papillard.

## Bevölkerungsentwicklung
| Jahr                       | 1962 | 1968 | 1975 | 1982 | 1990 | 1999 | 2011 | 2020 |
| Einwohner                  | 3576 | 3929 | 4613 | 5473 | 5824 | 6435 | 7104 | 7349 |
| Quellen: Cassini und INSEE |      |      |      |      |      |      |      |      |

## Sehenswürdigkeiten
- Kirche Sainte-Vierge
- Schloss Bayard, Geburtsort des Ritters Pierre du Terrail, Chevalier de Bayard; beherbergt heute das Museum Bayard, Monument historique.

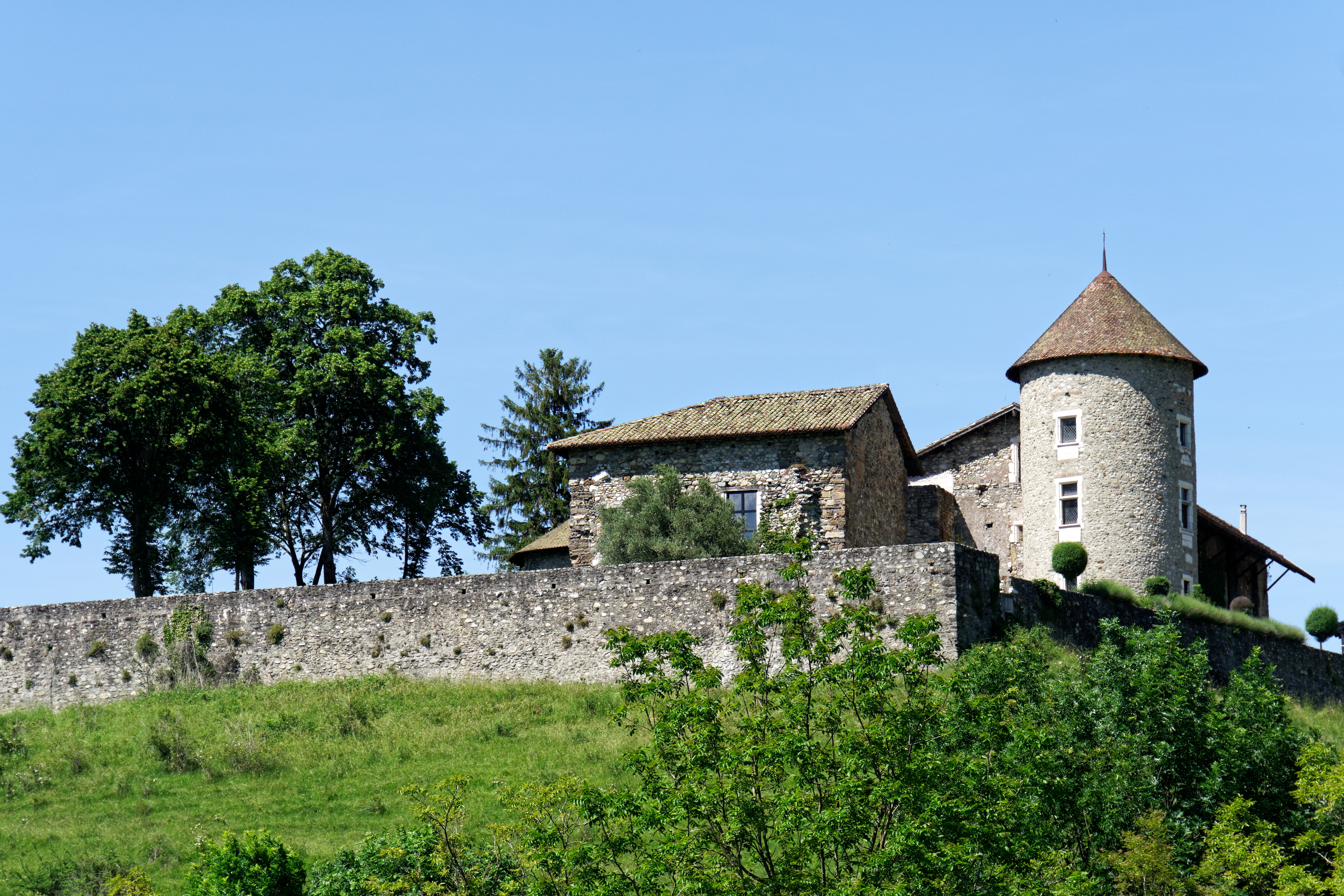
Schloss Bayard
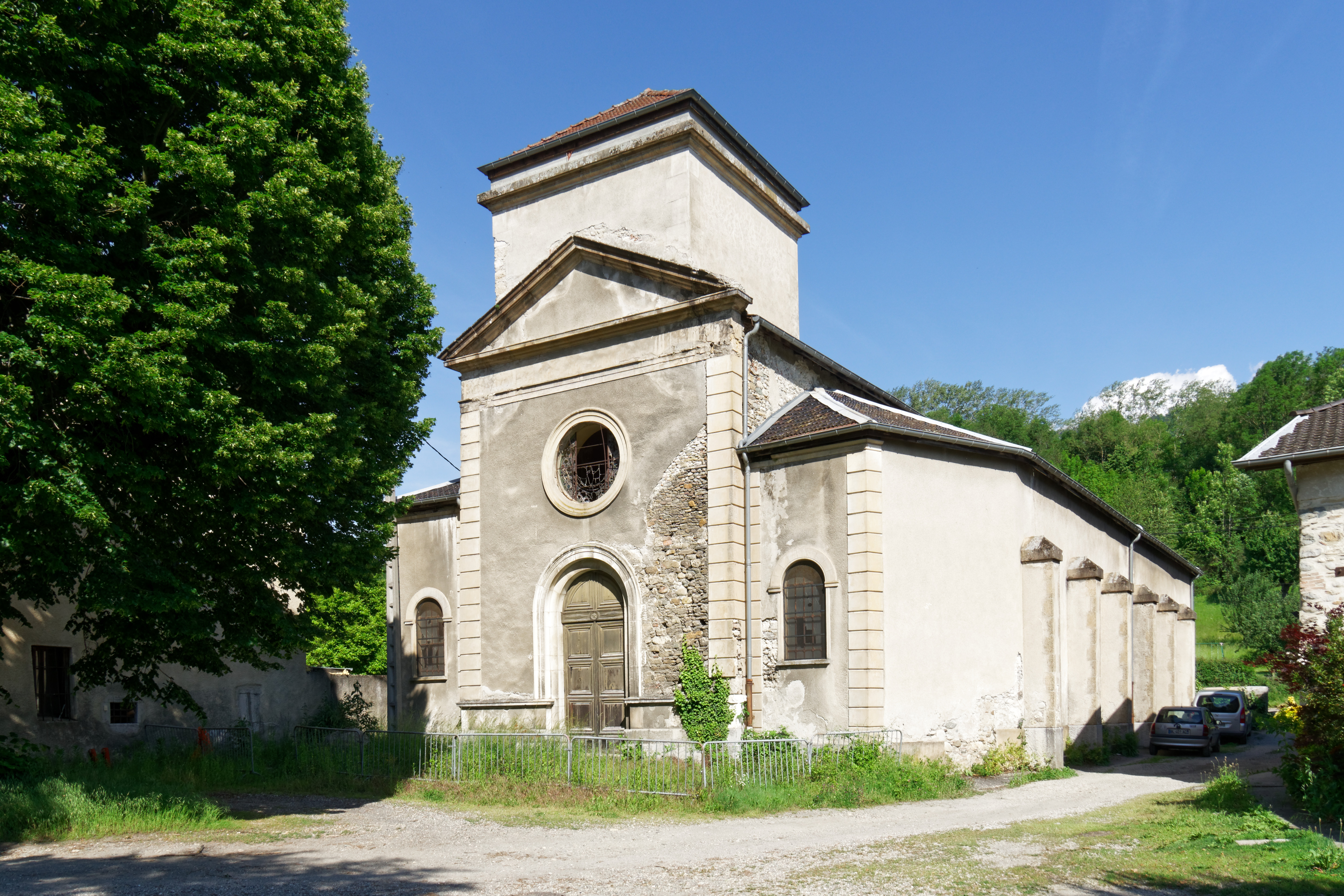
Kirche Sainte-Vierge
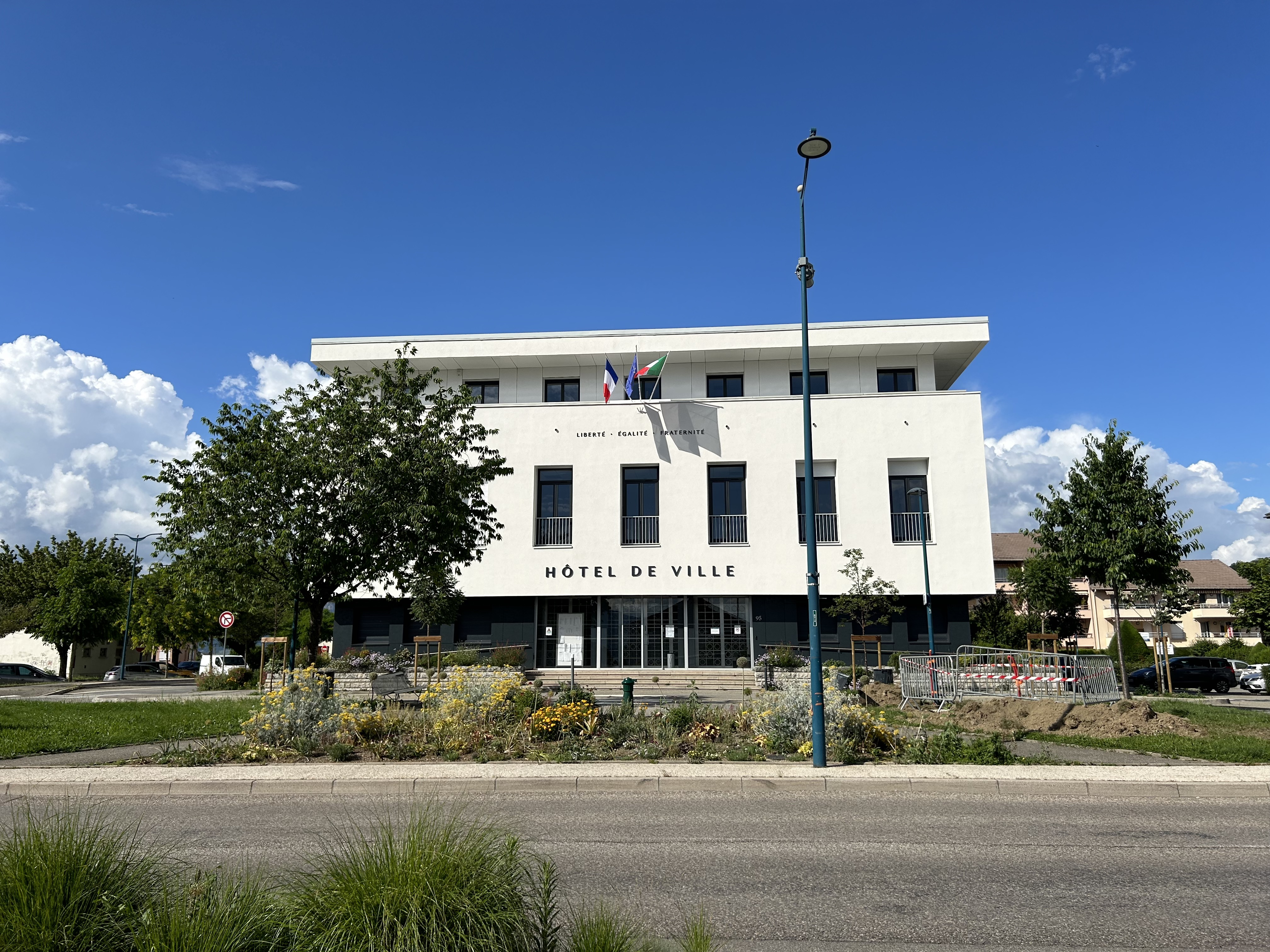
Rathaus (Hôtel de ville)

## Persönlichkeiten
- Pierre du Terrail (etwa 1476–1524), Chevalier de Bayard
- Jean Pellerin (1885–1921), Dichter
- René Arnoux (* 1948), Formel-1-Pilot
- Marion Borras (* 1997), Radsportlerin

## Städtepartnerschaft
- Rovasenda